# سیارک ۱۱۳۱۳
سیارک ۱۱۳۱۳ (به انگلیسی: 11313 Kugelgen، نامگذاری:1994GE10) یازده هزار و سیصد و سیزدهمین سیارک کشف شده‌است که در ۳ آوریل ۱۹۹۴ کشف شد.
قدر مطلق سیارک برابر ۱۴٫۱۰ است.